# Chein-Dessus
Chein-Dessus is een gemeente in het Franse departement Haute-Garonne (regio Occitanie) en telt 184 inwoners (1999). De plaats maakt deel uit van het arrondissement Saint-Gaudens.

## Geografie
De oppervlakte van Chein-Dessus bedraagt 12,5 km², de bevolkingsdichtheid is 14,7 inwoners per km².
De onderstaande kaart toont de ligging van Chein-Dessus met de belangrijkste infrastructuur en aangrenzende gemeenten.

## Demografie
Onderstaande figuur toont het verloop van het inwonertal (bron: INSEE-tellingen).